# Маріано Суарес
Маріано Суарес Вейнтімілья (ісп. Mariano Suárez Veintimilla; 8 червня 1897 — 23 жовтня 1980) — еквадорський юрист, журналіст, консервативний політик, громадський і державний діяч, віцепрезидент Еквадору та Президент Еквадору в 1947 році.

## Біографія
Маріано Суарес народився 8 червня 1897 року в Отавало. Він закінчив державні та соціальні науки, здобув ступінь доктора філософії з юриспруденції та вивчав міжнародне право. Він обіймав такі посади: депутат від Імбабури, президент муніципальної ради Ібарра, віцепрезидент Палати депутатів, міністр сільського господарства, міністр фінансів, президент провінційної ради Пічінча, депутат від Пічінча в Установчій асамблеї 1946 року, обраний віцепрезидентом, а потім у спадок конституційним президентом республіки (1947), членом Верховного виборчого трибуну 5 разів, член і президент залізниці Кіто-Ібарра-Сан-Лоренцо.
Віцепрезидент Еквадору в 1947 році. Президент Еквадору (з 3 вересня 1947 року по 16 вересня 1947 року).
Від серпня 1956 до серпня 1960 року — генеральний прокурор країни. У 1966—1968 роках — віцепрезидент Вищого виборчого суду Еквадору. У 1971—1972 роках — президент Вищого виборчого суду Еквадору.
Він був пов'язаний з Консервативною партією Еквадору.
Помер у Кіто 23 жовтня 1980 року. Похований у Національному пантеоні глав держав.

## Особисте життя
Він був одружений з Бланкою Лусією Паскель Аларкон, з якою мав 5 дітей:
- Сусана Манчено Веласко;
- Ней Манчено Веласко;
- Карлос Манчено Веласко;
- Ней Манчено Веласко;
- Карлос Манчено Веласко;
- Анна Вікторія Манчено Веласко.